# Distretto di Assin Nord
Il distretto di Assin Nord (ufficialmente Assin North District, in inglese) è un distretto della regione Centrale del Ghana.
Il distretto è stato istituito nel 2018 scorporando del territorio dal distretto di Assin Central.